# Liste der Kulturdenkmäler in Llagostera
Die Liste der Kulturdenkmäler in Llagostera führt alle in den Inventari del Patrimoni Arquitectònic Català aufgeführten Kulturdenkmäler in Llagostera auf. Die mit BCIN gekennzeichneten Einträge sind als Bé Cultural d’Interès Nacional geschützt.
| Bild                                  | Bezeichnung | Lage                                                           | Beschreibung | Bauzeit                         | Eingetragen seit | Denkmal- nummer      |
| ------------------------------------- | --- | -------------------------------------------------------------- | --- | ------------------------------- | ---------------- | -------------------- |
| weitere Bilder                        | Casa de les Vídues (Haus der Witwen), auch Casa Petit(Kleines Haus) oder Ca la Viudi (ebenfalls Witwenhaus) genannt | Llagostera Place de la Llibertat 1 Karte                       | Im Stil zwischen Gotik und Renaissance | 16. Jahrhundert                 |                  | BCIN 140-MH IPAC, PM |
| weitere Bilder                        | Castell de Llagostera                                                                                               | Llagostera Karte                                               | Das Castell de Llagostera ist der Rest der Burganlage von Llagostera die 1288 erstmals urkundlich erwähnt wird. Die Burg bildete den Kern der Grafschaft Llagostera. Heute stehen nur noch zwei Rundtürme und ein Mauerrest auf dem Gipfel des Burgberges, der heute von der Pfarrkirche gekrönt.            | 14. Jahrhundert                 |                  | BCIN 970-MH IPAC, PM |
| weitere Bilder                        | Castell de Montagut de Llagostera                                                                                   | Veïnat de Sant Llorenç Karte                                   | | Mittelalter                     |                  | BCIN 971-MH IPAC, PM |
| weitere Bilder                        | Casa Ribera de Llagostera                                                                                           | Llagostera Placa de Catalunya 6 Karte                          | Wohngebäude auf quadratischem Grundriss am zentralen Placa de Catalunya im Stil des Modernisme. Das Gebäude wird durch einen turmartigen Aufbau geprägt. Im Erdgeschoss ist die Fassade durch einen umlaufenden gusseisernen Balkon gegliedert, im Obergeschoss befindet sich drei einzelne solcher Balkone. | frühes 20. Jahrhundert          |                  | IPAC, PM             |
| weitere Bilder                        | Casa J.F. Coris | Llagostera C. de la Glorieta, 10 Karte                         | im Stil des Eklektizismus | Ende des 19. Jahrhunderts       |                  | IPAC, PM             |
| weitere Bilder                        | Grab von Josep Tarrè                                                                                                | Llagostera Kommunaler Friedhof Llagostera Karte                | Akademische Kunst | Mitte des 19. Jahrhunderts      |                  | IPAC, PM             |
| Carrer de l’Hospital                  | Carrer de l’Hospital                                                                                                | Llagostera Carrer de l’Hospital 1-37 Karte                     | Die Straße ist mit einer Reihe rechteckiger Einfamilienhäuser aus dem 18. Jahrhundert bebaut. | 18. Jahrhundert                 |                  | IPAC, PM             |
| weitere Bilder                        | Capella del Roser de Llagostera                                                                                     | Llagostera Carrer de Barcelona 30 Karte                        | Kapelle im Stil zwischen Gotik und Renaissance. Die Kapelle war ursprünglich die Privatkapelle der Familie Alberti und wird heute noch zu Gottesdiensten genutzt. | 1588                            |                  | IPAC, PM             |
| weitere Bilder                        | Torre Albertí | Llagostera Carrer de Barcelona, in der Nähe des Bahnhofs Karte | Direkt neben der Capella del Roser befindet sich das frühere Anwesen der Familie Alberti, ein Wehrhof in landestypischen Stil zwischen Gotik und Renaissance. Der Gebäudekomplex auf einer kleinen Anhöhe war jahrhundertelang auch Sitz der Amtsvogtei.                                                     | 16. Jahrhundert                 |                  | IPAC, PM             |
| weitere Bilder                        | Garatge de Can Boada, ehemalige Gas-Fabrik                                                                          | Llagostera Carrer Barcelona 45 Karte                           | Modernisme | Anfang des 20. Jahrhunderts     |                  | IPAC, PM             |
| La Doma de Llagostera                 | La Doma de Llagostera                                                                                               | Llagostera Carrer de la Concepció im historischen Ortskern     | | 17. bis 18. Jahrhundert         |                  | IPAC, PM             |
| Casa Comte                            | Casa Comte | Llagostera Carrer Sant Pere 12, alter Stadtkern Karte          | im Stil des Eklektizismus | 17., Mitte des 19. Jahrhunderts |                  | IPAC, PM             |
| Casa Soler                            | Casa Soler | Llagostera Carrer Sant Pere 14, alter Stadtkern Karte          | im Stil des Eklektizismus | Mitte des 19. Jahrhunderts      |                  | IPAC, PM             |
| weitere Bilder                        | Pfarrkirche Sant Feliu de Llagostera                                                                                | Llagostera Place de la Villa, alter Stadtkern Karte            | Die spätgotische Pfarrkirche mit barocken Anklängen, die dem Heiligen Felix geweiht ist, prägt durch die exponierte Lage auf dem Burgberg das Stadtbild von Llagostera. | 15., 17. Jahrhundert            |                  | IPAC, PM             |
| weitere Bilder                        | Quadra d’en Ribes                                                                                                   | Llagostera Carrer Girona de Dalt 4, alter Stadtkern Karte      | | 16. Jahrhundert                 |                  | IPAC, PM             |
| Cal Domer Petit                       | Cal Domer Petit | Llagostera Carrer Girona de Dalt 10, alter Stadtkern Karte     | | 16., 18. Jahrhundert            |                  | IPAC, PM             |
| Can Palé                              | Can Palé | Llagostera Carrer Sant Pere 21, alter Stadtkern Karte          | | 17. Jahrhundert                 |                  | IPAC, PM             |
| weitere Bilder                        | Museum Emili Vilà oder Casa Franquesa                                                                               | Llagostera Carrer Sant Pere, 25-27, Stadtkern Karte            | Das Gebäude im Stil zwischen Neoklassizismus und Romantik enthält heute das Museum Emili Vilà | 19. Jahrhundert                 |                  | IPAC, PM             |
| weitere Bilder                        | Casa Caldes, altes Casino                                                                                           | Llagostera Carrer Santa Anna 2-4, alter Stadtkern Karte        | Neoklassizismus | Mitte des 19. Jahrhunderts      |                  | IPAC, PM             |
| Casa NTBE                             | Casa NTBE | Llagostera Carrer Sant Antoni 1, alter Stadtkern Karte         | im Stil des Eklektizismus | 19. Jahrhundert                 |                  | IPAC, PM             |
| Öffentlicher Brunnen                  | Öffentlicher Brunnen                                                                                                | Llagostera Placa de Baix, alte Kernstadt                       | Eisenarchitektur | Ende des 19. Jahrhunderts       |                  | IPAC, PM             |
| Casa Rissec                           | Casa Rissec | Llagostera Carrer Àngel Guimerà 6 Karte                        | Modernisme, noucentisme | Mitte des 20. Jahrhunderts      |                  | IPAC, PM             |
| weitere Bilder                        | Casino Llagosterenc                                                                                                 | Llagostera Placa Catalunya Karte                               | Noucentisme | Mitte des 20. Jahrhunderts      |                  | IPAC, PM             |
| Haus Carrer Pau Casals 14             | Haus Carrer Pau Casals 14                                                                                           | Llagostera Carrer Pau Casals 14 Karte                          | im Stil des Eklektizismus | Ende des 19. Jahrhunderts       |                  | IPAC, PM             |
| Haus Carrer Pau Casals 16             | Haus Carrer Pau Casals 16                                                                                           | Llagostera Carrer Pau Casals 16 Karte                          | Modernisme | Anfang des 20. Jahrhunderts     |                  | IPAC, PM             |
| Haus Carrer Pau Casals 18             | Haus Carrer Pau Casals 18                                                                                           | Llagostera Carrer Pau Casals 18 Karte                          | im Stil des Eklektizismus | Ende des 19. Jahrhunderts       |                  | IPAC, PM             |
| Can Vidal                             | Can Vidal | Llagostera Passeig Pompeu Fabra 34 Karte                       | | 19. Jahrhundert                 |                  | IPAC, PM             |
| Casa Coris, Doctor Pascual            | Casa Coris, Doctor Pascual                                                                                          | Llagostera Carrer Constància 2 Karte                           | im Stil des Eklektizismus | Ende des 19. Jahrhunderts       |                  | IPAC, PM             |
| Haus Carrer Santa Anna 25             | Haus Carrer Santa Anna 25                                                                                           | Llagostera Carrer Santa Anna 25 Karte                          | Neoklassizismus, Romantik | Mitte des 19. Jahrhunderts      |                  | IPAC, PM             |
| weitere Bilder                        | Bahnhof Llagostera (Estació de ferrocarril de Sant Feliu de Guíxols a Girona)                                       | Llagostera Passeig Romeu 3 Karte                               | im Stil des Eklektizismus | Ende des 19. Jahrhunderts       |                  | IPAC, PM             |
| Can Font                              | Can Font | Veïnat de Ganix Veïnat de Ganix 6 Karte                        | | 17. Jahrhundert                 |                  | IPAC, PM             |
| Can Guardiola                         | Can Guardiola | Veïnat de Ganix Veïnat de Ganix 9 Karte                        | | 16. 18. Jahrhundert             |                  | IPAC, PM             |
| Can Nadal                             | Can Nadal | Veïnat de Ganix Veïnat de Ganix 9 Karte                        | | 15. Mitte des 18. Jahrhunderts  |                  | IPAC, PM             |
| Can Bauler de Dalt                    | Can Bauler de Dalt                                                                                                  | Veïnat de Llobatera Karte                                      | | Ende des 19. Jahrhunderts       |                  | IPAC, PM             |
| Can Sagols                            | Can Sagols | Veïnat de Llobatera Veïnat de Llobatera 10 Karte               | | 16. Jahrhundert                 |                  | IPAC, PM             |
| Can Boada                             | Can Boada | Veïnat de Llobatera Veïnat de Llobatera 19 Karte               | | 16. Jahrhundert                 |                  | IPAC, PM             |
| Can Vidal de Llobatera                | Can Vidal de Llobatera                                                                                              | Veïnat de Llobatera Veïnat de Llobatera 21 Karte               | | 16., 18. Jahrhundert            |                  | IPAC, PM             |
| Can Prats                             | Can Prats | Veïnat de Mata Veïnat de Mata 7 Karte                          | | 16., Mitte des 18. Jahrhunderts |                  | IPAC, PM             |
| Can Borra                             | Can Borra | Veïnat de Penedès Veïnat de Penedès 6 Karte                    | | 16. Jahrhundert                 |                  | IPAC, PM             |
| Can Parera                            | Can Parera | Veïnat de Penedès Veïnat de Penedès 22 Karte                   | | 16. Jahrhundert                 |                  | IPAC, PM             |
| Ca n'Alou                             | Ca n'Alou | Veïnat de Penedès Veïnat de Penedès 41 Karte                   | | 16., 19. Jahrhundert            |                  | IPAC, PM             |
| Can Vidal de Penedes                  | Can Vidal de Penedes                                                                                                | Veïnat de Penedès Veïnat de Penedès 45 Karte                   | | 16., 18. Jahrhundert            |                  | IPAC, PM             |
| Can Llambí                            | Can Llambí | Veïnat de Penedès Veïnat de Penedès 46 Karte                   | | 16., 20. Jahrhundert            |                  | IPAC, PM             |
| weitere Bilder                        | Ermita de Sant Ampèlit de Penedes                                                                                   | Veïnat de Penedès Veïnat de Penedès 56 Karte                   | Romantik | 13. Jahrhundert                 |                  | IPAC, PM             |
| Can Morató                            | Can Morató | Veïnat de Penedès Veïnat de Penedès 58 Karte                   | | 16., 18. Jahrhundert            |                  | IPAC, PM             |
| weitere Bilder                        | Can Codolar | Veïnat de Sant Llorenç Veïnat de Sant Llorenç 13-14 Karte      | im Stil des Eklektizismus | 17. Jahrhundert                 |                  | IPAC, PM             |
| weitere Bilder                        | Capella de Sant Llorenç, Kapelle des heiligen Lorenz                                                                | Veïnat de Sant Llorenç Veïnat de Sant Llorenç 17 Karte         | | 16. Jahrhundert                 |                  | IPAC, PM             |
| Can Gros                              | Can Gros | Veïnat de Sant Llorenç Veïnat de Sant Llorenç 29 Karte         | | 16. Jahrhundert                 |                  | IPAC, PM             |
| Molins (Mühle) del Ridaura, Can Moner | Molins (Mühle) del Ridaura, Can Moner                                                                               | Veïnat de Sant Llorenç Veïnat de Sant Llorenç 30 Karte         | | 19. Jahrhundert                 |                  | IPAC, PM             |
| weitere Bilder                        | Casal de Can Rissec                                                                                                 | Veïnat de Sant Llorenç Veïnat de Sant Llorenç 40 Karte         | | 19. Jahrhundert                 |                  | IPAC, PM             |
| Can Rissec                            | Can Rissec | Veïnat de Sant Llorenç Veïnat de Sant Llorenç 40 Karte         | | 16. Jahrhundert                 |                  | IPAC, PM             |

## Erläuterungen
Mas bedeutet Landhaus oder Villa. Es wird entweder einer Lagebezeichnung oder einem Besitzernamen vorangestellt und ist als Eigenname nicht mit übersetzt. Can bedeutet so viel wie ‚bei‘ und wird einem Besitzernamen vorangestellt und ist als Eigenname nicht mit übersetzt.